# 布卢德施
布卢德施是奥地利福拉尔贝格州布卢登茨县的一个市镇。总面积7.57平方公里，总人口2235人，人口密度295.2人/平方公里（2005年）。